# Kościół św. Agaty w Żurrieq
Kościół Świętej Agaty (malt. Il-Knisja ta' Sant' Agata, ang. Church of St Agatha) – niewielki rzymskokatolicki kościół stojący we wiosce Żurrieq na Malcie.

Kościół w Żurrieq jest jednym z czterech na Malcie, poświęconych tej świętej. Pozostałe są w Mdinie i Rabacie.

## Historia
Pierwszy kościół, stojący na tym miejscu, zbudowany został, jak podaje Achille Ferres w swoim dziele z 1866 Descrizione storica delle chiese di Malta e Gozo, w XVI wieku, jakkolwiek autor nie podaje dokładnej daty. Pietro Dusina w raporcie z wizytacji kościołów na Malcie w 1575 wspomina kościół „Sanctae Agathae in contrata casalis Zurricai”. Świątynia ta miała ołtarz, podłogi i drewniane drzwi; te ostatnie były rzadkością w tamtych czasach, zaledwie dekadę po Wielkim Oblężeniu. Ale kościół nie miał rektora, ani dochodów, ani szat liturgicznych. Niejaki Jacopus Magro z Żurrieq, który miał pole nazywane „Sant’Agata” w terenie znanym jako „Ta’ Sant’Agata”, był zobowiązany celebrować mszę w dzień patronki. Według przekazów, obszar ten był znany pod tą nazwą wcześniej, w roku 1428, więc jest możliwe, że jakaś kaplica mogła być tutaj jeszcze wcześniej, w XV wieku..

W 1594 kościół był wizytowany przez biskupa Tommaso Gargallo; świątynia miała wszelkie potrzebne wyposażenie, włącznie z kandelabrem i wieczną lampką. Obok był ogrodzony murem cmentarz. Następna wizyta tego biskupa w 1608, oraz biskupa Baldassare Cagliaresa w 1615, pokazały ten sam stan. Był tam nawet wtedy obraz na ołtarzu. W 1636 opiekę nad kaplicą sprawował Bjaġju Saliba, syn Francesca, poprzedniego „kościelnego”.
 
24 listopada 1658 kościół, razem z dużą liczbą innych wiejskich kościołów, został zdesakralizowany przez biskupa Malty Miguela Balaguera. Po prawie 200 latach, w 1854 świątynia została odbudowana, w zmniejszonych wymiarach, przez Francesco (Ċikku) Grixti, jako spełnienie ślubowania złożonego przez pewną kobietę. Poświęcenie kościoła przez wikariusza generalnego Filippo Amato nastąpiło 27 lutego 1859, podczas wizyty biskupa Gaetano Pace Forno. W roku 1900 dobudowany został portyk, co wyróżniło kościół spośród innych o podobnej wielkości. Podczas II wojny światowej świątynia służyła żołnierzom brytyjskim. W 1952 dobudowana została boczna sala, kościół został ozdobiony, zakupiono Via Crucis oraz nowe szaty liturgiczne. Obraz przedstawiający św. Agatę został odnowiony przez R. Bonnici Cali.

## Kościół z zewnątrz
Do fasady kościoóał przylega mały portyk w klasycznym stylu, który powstał w 1900. Zbudowany jest z czterech kolumn w stylu toskańskim, które parami wspierają się na wysokiej kamiennej bazie. W górnej części połączone są półokrągłymi łukami, wspierając entablaturę. Na szczycie portyku znajduje się mały kamienny krzyż. Łuk między środkowymi kolumnami jest znacznie większy niż między skrajnymi. Główne wejście do kościoła obramowane jest dwoma filarami w stylu toskańskim, z belkowaniem, na którym znajduje się trójkątny naczółek. Po każdej stronie drzwi, na przedniej ścianie, znajdziemy małe kwadratowe okno z żelazną kratą. Okna te służą osobom będącym na zewnątrz do adoracji Najświętszego Sakramentu w kościele, nawet gdy ten jest zamknięty. Po lewej stronie znajduje się sala dobudowana w 1952 przez ks. Salvatore Farrugię. Prowadzi do niej osobne wejście z przodu. Te proste drzwi otoczone są kamienną ramą. Z tyłu, po lewej stronie tego pomieszczenia jest inny mały pokój, służący do przechowywania narzędzi ogrodniczych należących do kościoła.

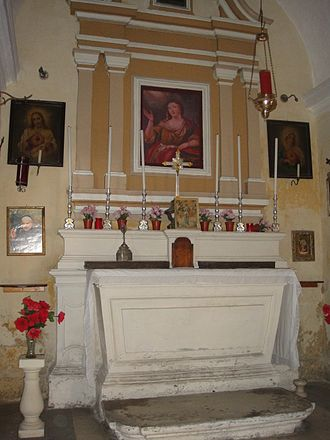
Wnętrze kościoła.

## Wnętrze kościoła
Kościół ma kształt prostokąta, ołtarz jest na tylnej ścianie. W 1952 podłoga została pokryta płytkami. Ołtarz jest podniesiony o jeden stopień od posadzki.
Lewa ściana jest otwarta na całej długości, łącząc kaplicę z trochę większym pomieszczeniem, dobudowanym w 1952. Pozwala to prawie podwoić liczbę osób przebywających w kościele, lecz pod względem estetycznym przerwa ta całkowicie łamie symetrię i prostą elegancję, jaką świątynia posiadała.

### Ołtarz
W ołtarzu znajduje się niewielkie tabernakulum. Retabulum jest w formie dwóch par pilastrów w stylu toskańskim, na których wspiera się entablatura i podzielony fronton z zaokrąglonymi krawędziami. Pomiędzy pilastrami umieszczony jest obraz patronki kościoła, św. Agaty.

### Obraz św. Agaty
Oryginalny obraz tytularny, pochodzący prawdopodobnie z początku XIX wieku, znajduje się w zakrystii kościoła parafialnego w Żurrieq. Przeniesiony tam został w 1984, o czym zaświadcza notatka na nim umieszczona. Wykonano wtedy kopię obrazu i umieszczono na pierwotnym miejscu.

Tytularny obraz ukazuje św. Agatę z górnej perspektywy, a jej postać wypełnia większą część obrazu. Jej lewa dłoń trzyma gałązkę palmową, symbol męczeństwa. Postać obrócona jest w prawo, oczy ma wzniesione do nieba. Jej ciało opiera się o blok skalny, gdzie znajdują się również nożyce, reprezentujące narzędzie jej męczeństwa.

### Tryptyki
W kościele znajdowały się również dwa obrazy w formie tryptyku. Ze względu na ich wartość historyczną, zostały one stamtąd zabrane i przesłane do Malta Restoration Centre w celu odnowienia. Pierwszy z nich w środkowym panelu przedstawia Wniebowzięcie Najświętszej Maryi Panny, w bocznych zaś św. Pawła oraz św. Jana Chrzciciela. Na drugim przedstawione jest, odpowiednio, Ofiarowanie Najświętszej Maryi Panny (może to być również Ofiarowanie Jezusa w świątyni, gdyż ikonografia tego panelu nie jest jasna), św. Piotr oraz św. Paweł. Oba tryptyki pochodzą z XVI lub XVII wieku. Ich znaczenie polega na tym, że mogą one reprezentować przykłady malarstwa, znajdującego się w maltańskich kościołach w późnym średniowieczu i wczesnym okresie nowożytnym.

## Kościół dzisiaj
Ostatnimi czasy msza święta odprawiana jest w kaplicy tylko w święto św. Agaty, przypadające 5 lutego. Frekwencja w świątyni w tym dniu wskazuje, że kościół ten wciąż cieszy się popularnością wśród wiernych.

## Ochrona dziedzictwa kulturowego
Budynek kościoła umieszczony jest na liście National Inventory of the Cultural Property of the Maltese Islands pod nr. 01272. 